# Robalo
Die USS Robalo (SS-273) war ein US-amerikanisches U-Boot der Gato-Klasse, das von der US-Marine im Pazifikkrieg eingesetzt wurde. 

## Technik und Einsatzprofil des Bootes
Die USS Robalo gehörte als Boot der Gato-Klasse zu einer der zahlenmäßig größten amerikanischen U-Boot-Klassen (73 Boote in der Klasse). Die Gato-Klasse war standardisiert und wurde in Serie gebaut. Sie war für den Seekrieg gegen die japanische Handelsschifffahrt konstruiert und für lange Patrouillen vorgesehen.

## Die Einsatzgeschichte der USS Robalo

### Indienststellung
Die USS Robalo, als U-Boot in der damaligen Tradition der United States Navy nach einem Fisch, in diesem Fall dem Robalo, benannt, wurde am 24. Oktober 1942 bei der Manitowoc Shipbuilding Company in Manitowoc, Wisconsin, auf Kiel gelegt, lief am 9. Mai 1943 vom Stapel und wurde am 28. September 1943 unter Commander Stephen Ambruster bei der US Navy in Dienst gestellt.

### Letzte Fahrt
Am 22. Juni 1944 verließ sie Fremantle zu ihrem dritten Einsatz und setzte Kurs auf das Südchinesische Meer, um vor Natuna zu patrouillieren. Sie sollte dort am 6. Juli ankommen und bis 2. August 1944 abends dort bleiben. Am 2. Juli gab es die letzte Kontaktmeldung von dem Boot.
Am 2. August wurde im Gefangenenlager auf Palawan eine Notiz gefunden, aus welcher auf den Verbleib des Schiffes und der Mannschaft geschlossen wurde. Es gab bei seiner Versenkung vier Überlebende, die am 15. August 1944 auf einen Zerstörer gebracht wurden, danach wurden sie nicht mehr gesehen.
Die USS Robalo erhielt zwei „Battle Stars“ (Kampfauszeichnungen) für ihren Einsatz im Zweiten Weltkrieg.

## Entdeckung
Im Rahmen des Lost 52 Project wurde nach der Robalo gesucht, sie wurde im Mai 2019 in der Balabacstraße gefunden.